# Platysenta vacillans
Platysenta vacillans är en fjärilsart som beskrevs av Walker 1858. Platysenta vacillans ingår i släktet Platysenta och familjen nattflyn. Inga underarter finns listade i Catalogue of Life.